# Janvier 1901

## Événements
- 1er janvier :
  - Australie : le pays obtient son indépendance, les six colonies britanniques se fédèrent et forment désormais le Commonwealth of Australia. Le mouvement d’unification des colonies d’Australie en une nation fédérée culmine avec une grandiose cérémonie de la Fédération au Parc du Centenaire de Sydney.
  - France : Création du 5e Régiment d’Infanterie Coloniale, ex 5e Régiment d'Infanterie de Marine.
  - Allemagne : 25e anniversaire de la Reichsbank dont le chiffre d'affaires a été multiplié par cinq depuis 1876.

- 6 janvier :
  - États-Unis : Lancement de la croisade «anti baiser» soutenue par les ligues de moralité chrétienne et les hygiénistes.
  - Philippines : le pays rejettent la tutelle américaine et réclame son indépendance.

- 8 janvier, France : La Société Panhard Levassor dépose la demande de brevet concernant le système d’équilibrage des moteurs à deux cylindres, par la création d’un couple d’inertie égal et contraire au couple produit par l’ensemble des bielles et manivelles.

- 9 janvier, Royaume-Uni : Frank Hornby de Liverpool dépose la demande de brevet du Meccano sous le nom de « Mechanics Made Easy » grâce à un prêt de 5 livres de son employeur.

- 10 janvier, États-Unis : découverte du premier grand champ pétrolifère au Texas à Beaumont, et va donner naissance de la société « Gulf Oil ».

- 14 janvier : 
  - Paris : exposition du peintre Camille Pissarro à la galerie Durand-Ruel.
  - France : la Société Panhard Levassor dépose la demande de brevet concernant la suspension du mécanisme par trois points qui soustrait le mécanisme aux déformations élastiques que subit toujours le châssis de la voiture pendant le roulement.
  - Île de La Réunion : Le bateau à vapeur britannique «Kaisairi», pris dans une tempête, s’échoue près de Sainte-Rose, faisant 23 morts sur les 75 membres d’équipage.

- 15 janvier, France : le député Viviani déclare au premier jour des débats sur le projet de loi sur les associations : « Si en effet les associations étaient seulement le rendez-vous où les hommes se rencontrent pour rapprocher des intérêts particuliers, on ne comprendrait pas la longue défiance avec laquelle (monarchistes, républicains) les gouvernements ont envisagé l’association. La vérité qui, sans la justifier, explique l’inquiétude des gouvernements, c’est que l’association est appelée à jouer un rôle social, qu’elle est créée pour se substituer dans certains offices de l’État et pour remplir à sa place des tâches dont la diversité même défie l’initiative de l’État. »
- 18 janvier, Vatican : le pape Léon XIII publie son encyclique concernant la démocratie chrétienne.

- 21 janvier, France : un incendie détruit le théâtre de Lons-le-Saunier.

- 22 janvier, Royaume-Uni :
  - La reine Victoria s’éteint après un règne de 63 ans, depuis le 20 juin 1837, et après une brève agonie en son château d'Osborne, sur l’île de Wight.
  - Édouard VII, devient le nouveau souverain, roi du Royaume-Uni de Grande-Bretagne et d’Irlande et des dominions britanniques au-delà des mers, défenseur de la Foi, empereur des Indes.

- 23 janvier, Royaume-Uni : discours du trône d’Édouard VII, nouveau souverain britannique.

- 24 janvier, Royaume-Uni : le peintre français Claude Monet entame une troisième campagne de peinture à Londres pour découvrir le secret de la brume hivernale propice aux effets chromatiques singuliers.

- 25 janvier, France :
  - Au Grand Palais, ouverture de l’Exposition internationale de l’automobile, du cycle et du sport, 3ème salon de l’automobile, avec à peu près huit cents exposants et qui sera visité par plus de cent mille personnes. Le prix d’entrée est de 1 franc (soit 3,20 euros 2002) et de 3 francs le vendredi.
  - Louis Lépine, le préfet de police de Paris, donne des consignes très strictes à ses agents à bicyclettes : « il s’agit d’arrêter tout automobiliste qui dépasse la vitesse autorisée de... 12 km/h, ... de lui dresser contravention, laquelle sera bonifiée par un juge qui l’assortira de trois jours d’emprisonnement. »
  - Fernand Cathelin, interne en neurologie dans le service de chirurgie de l’hôpital Tenon, commence ses expériences d’anesthésie péridurale.

- 27 janvier: parution du premier numéro du "Bloc", gazette hebdomadaire de Georges Clemenceau.
- 29 janvier: L’écrivaine Isabelle Eberhardt est victime d’une tentative d’assassinat à Béhima actuellement Hassani Abdelkrim, du fait de sa liaison avec Slimène Ehnni, un soldat des corps de cavalerie indigène de l’armée française en Afrique du Nord.
- 31 janvier:
  - première représentation à Moscou des "Trois sœurs", pièce d'Anton Tchekhov.
  - décret abolissant en France les peines corporelles dans l'armée et la marine sauf pour les cas de force majeure.

## Naissances
- 3 janvier: Jean-Baptiste Ngô Đình Diệm, homme politique vietnamien († 2 novembre 1963).
- 6 janvier : André Saint-Luc, acteur français, à Bordeaux († 25 décembre 1987).
- 10 janvier: Pauline Starke, actrice britannique († 3 février 1977).
- 14 janvier : 
  - Jean Roche, chimiste français, académicien († 24 mai 1992).
  - Alfred Tarski, logicien polonais († 26 octobre 1983).
- 16 janvier : Fulgencio Batista, dictateur cubain († 6 août 1973).
- 19 janvier : Fred Uhlman, écrivain et peintre britannique d'origine allemande († 11 avril 1985).
- 22 janvier : Alberto Hurtado, prêtre chilien, canonisé († 18 août 1952).
- 24 janvier : Cassandre (pseudonyme d'Adolphe Jean Marie Mouron), graphiste et affichiste français. († 17 juin 1968).
- 28 janvier: Ambroise Croizat , homme politique français, fondateur de la Sécurité sociale ( † 11 février 1951).
- 30 janvier : Rudolf Caracciola, pilote de course automobile allemand puis suisse († 28 septembre 1959).
- 31 janvier: Blaž Arnič, compositeur slovène († 1 février 1970).

## Décès

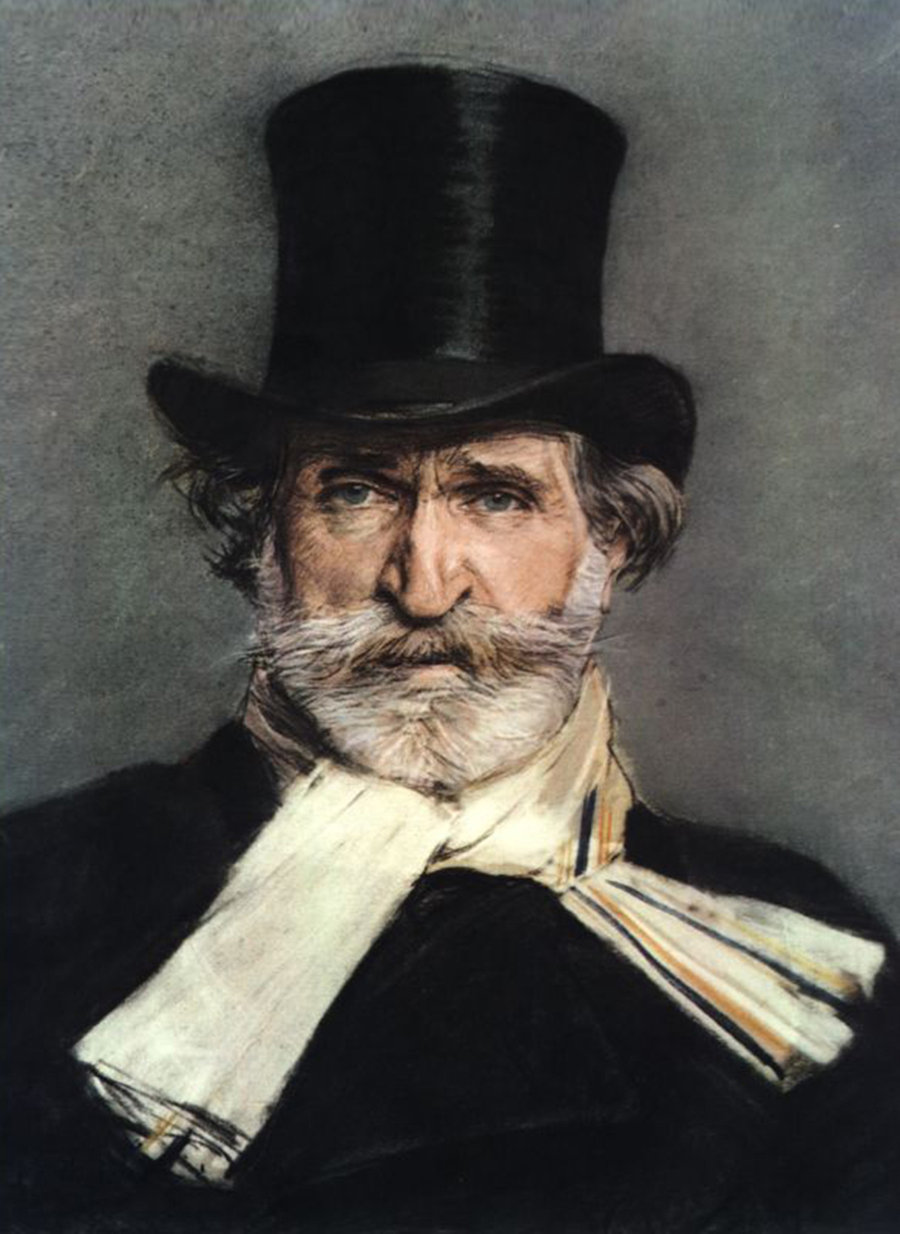
Giuseppe Verdi.

- 4 janvier : Nikolaos Gysis, peintre grec (° 1er mars 1842).
- 5 janvier : Pierre Potain, chirurgien français, académicien (° 19 juillet 1825).
- 14 janvier : Charles Hermite, mathématicien français, académicien (° 24 décembre 1822).
- 16 janvier: Arnold Böcklin, peintre suisse (° 16 octobre 1827).
- 19 janvier: Albert de Broglie, homme politique français (° 13 juin 1921).
- 22 janvier : Victoria, reine du Royaume-Uni, impératrice des Indes (° 24 mai 1819) .
- 25 janvier: Prosper-Olivier Lissagaray, journaliste français (° 24 novembre 1838).
- 26 janvier : Arthur Buies, journaliste (° 24 janvier 1840).
- 27 janvier : Giuseppe Verdi, compositeur italien (° 10 octobre 1813). Gloire de l’opéra et idole du peuple, il fut l’âme de la révolte italienne contre les Autrichiens.
- 28 janvier : Henri de Bornier, auteur dramatique, poète, académicien français (° 25 décembre 1825).